# 1. slovenská národní hokejová liga 1976/1977
1. slovenská národní hokejová liga 1976/1977 byla 8. ročníkem jedné ze skupin československé druhé nejvyšší hokejové soutěže.

## Systém soutěže
Všech 12 týmů se utkalo čtyřkolově každý s každým (celkem 44 kol). Tým na prvním místě se utkal s vítězem 1. ČNHL v sérii na čtyři vítězné zápasy. Vítěz této série postoupil do nejvyšší soutěže.
Poslední tým po základní části sestoupil do divize. V případě sestupu slovenského týmu z nejvyšší československé soutěže by sestupoval i předposlední tým.

## Základní část
| Poř. | Tým                            | Zápasy | Výhry | Remízy | Prohry | Skóre   | Body |
| ---- | ------------------------------ | ------ | ----- | ------ | ------ | ------- | ---- |
| 1.   | HK Dukla Trenčín               | 44     | 35    | 5      | 4      | 245:93  | 75   |
| 2.   | LB Zvolen                      | 44     | 28    | 9      | 7      | 226:115 | 65   |
| 3.   | SMZ Spartak Dubnica nad Váhom  | 44     | 24    | 7      | 13     | 158:122 | 55   |
| 4.   | ZVL Skalica                    | 44     | 22    | 5      | 17     | 179:183 | 49   |
| 5.   | LS Poprad                      | 44     | 20    | 5      | 19     | 183:167 | 45   |
| 6.   | Iskra Smrečina Banská Bystrica | 44     | 15    | 9      | 20     | 174:173 | 39   |
| 7.   | Plastika Nitra                 | 44     | 18    | 3      | 23     | 155:176 | 39   |
| 8.   | Partizán Liptovský Mikuláš     | 44     | 17    | 4      | 23     | 178:195 | 38   |
| 9.   | Strojárne Martin               | 44     | 14    | 4      | 26     | 180:216 | 32   |
| 10.  | ZVL Žilina                     | 44     | 15    | 1      | 28     | 159:258 | 31   |
| 11.  | ŽS Spišská Nová Ves            | 44     | 12    | 6      | 26     | 115:155 | 30   |
| 12.  | ZPA Prešov                     | 44     | 13    | 4      | 27     | 115:214 | 30   |

- Tým HK Dukla Trenčín postoupil do kvalifikace o nejvyšší soutěž, kde se utkal s vítězem 1. ČNHL TJ Slezan STS Opava, kterého porazil 4:2 na zápasy (2:7, 0:3, 5:0, 3:2, 5:2, 4:3).
- Tým ZPA Prešov sestoupil do divize. Nováčky od dalšího ročníku se stali vítězové obou skupin hokejových divizí Spartak BEZ Bratislava a Dukla Trenčín B (Michalovce).

## Kádr Dukly Trenčín
- Brankaři: Ševela, Červený, Brokeš
- Hráči v poli: Brúsil, Šrámek, František Hossa, Korienek, Kudrna, Efler, Drefko, Novák, Najezchleb, Miroslav Hlinka (1952), Najman, Vimr, Meluš, Kšica, J. Hanták, Kašpar, Kocián, M. Jelínek, O. Pavlík, Šetek, Salajka, Vopátek
- Trenéři: Jaroslav Walter, Kamil Svojše